# Lijst van personen uit Atlanta
Dit is een chronologische lijst van personen uit Atlanta, een stad in de Amerikaanse staat Georgia. Het gaat om hier geboren personen.

## Geboren in Atlanta

### 1840–1899
- Lee Tracy (1898-1968), acteur

### 1900–1939

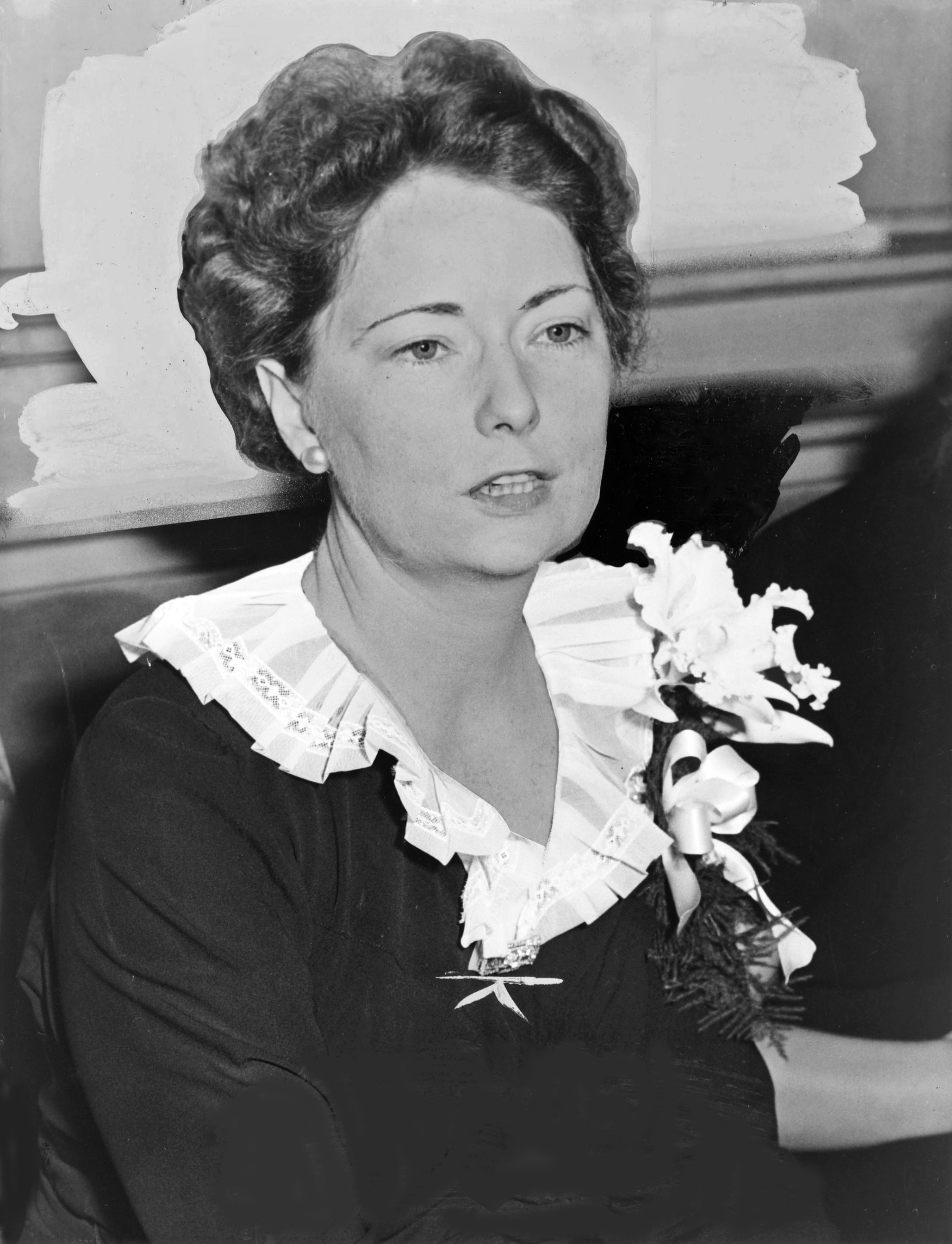
Schrijfster Margaret Mitchell (1900-1949)

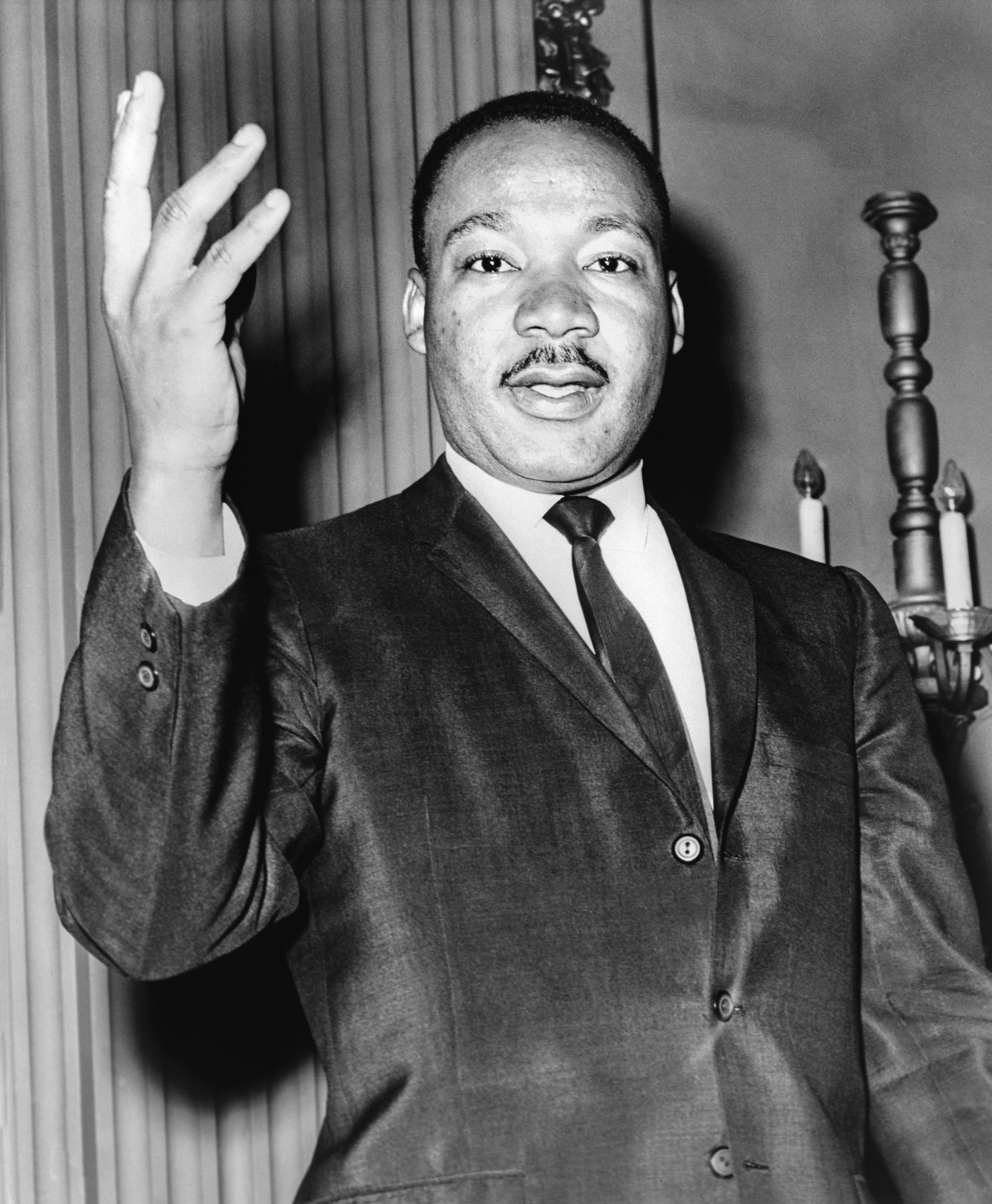
Dominee Martin Luther King (1929-1968)

- Margaret Mitchell (1900-1949), schrijfster
- Big Maceo Merriweather (1905-1953), bluespianist
- Ralph Metcalfe (1910-1978), atleet en politicus
- Mary Lou Williams (1910-1981), jazz-pianiste, -componiste en -arrangeur
- James Dickey (1923-1997), dichter, romanschrijver
- Martin Luther King (1929-1968), dominee, mensenrechtenactivist en Nobelprijswinnaar (1964)
- Johnny Carson (1933-2010), muziekpromotor
- David Rogers (1936-1993), countryzanger
- Edward Patten (1939-2005), zanger van Gladys Knight & the Pips

### 1940–1949
- Jo Ann Pflug (1940), actrice

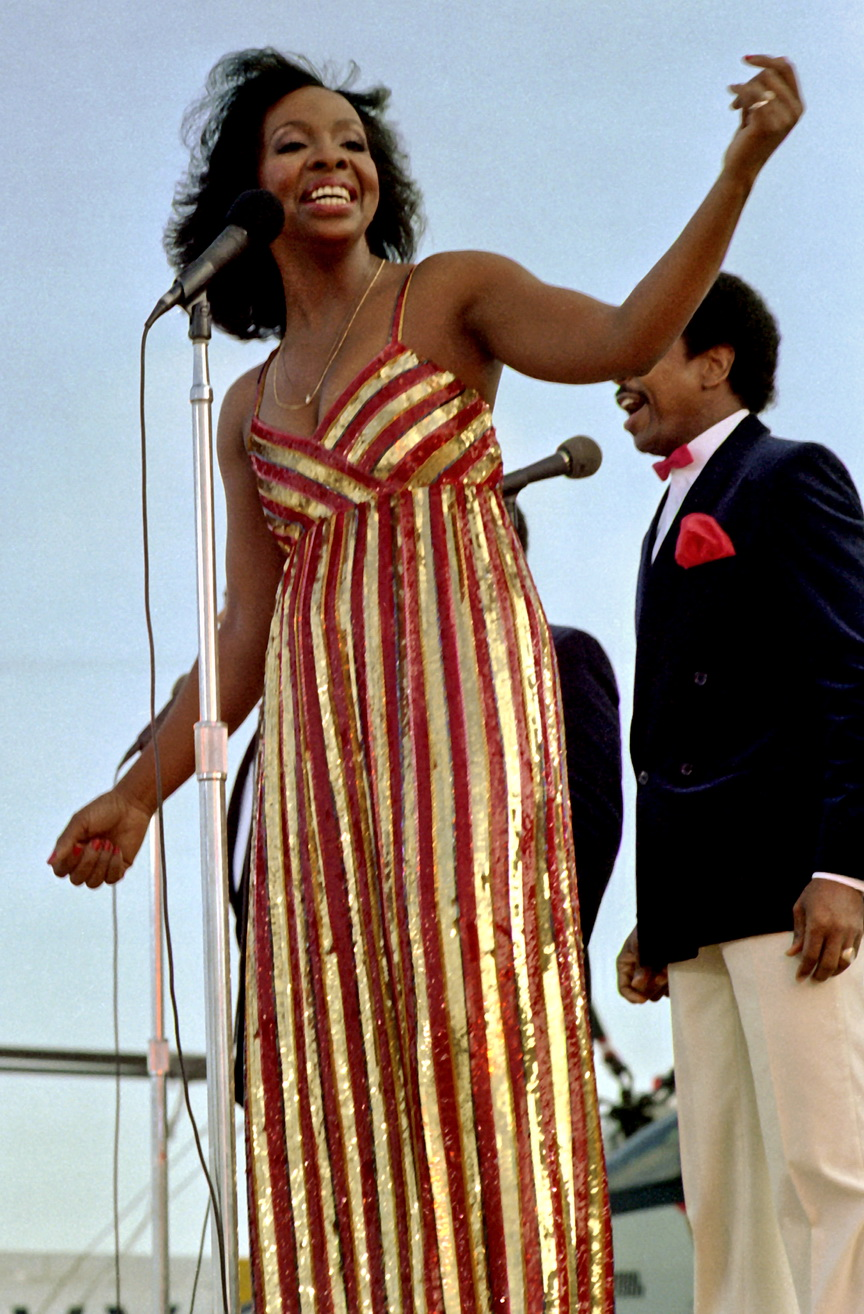
Soulzangeres Gladys Knight (1944)

- Joe South (1940-2012), singer-songwriter, gitarist
- Harrison Page (1941), acteur
- Merald "Bubba" Knight (1942), zanger van Gladys Knight & The Pips
- Scott Wilson (1942-2018), acteur
- Roy Bridges (1943), astronaut
- Johnny Isakson (1944-2021), senator voor Georgia
- Gladys Knight (1944), soulzangeres
- Brenda Lee (1944), zangeres
- Edith McGuire (1944), sprintster
- Pat Conroy (1945-2016), schrijver
- Walt Frazier (1945), basketballer
- LaTanya Richardson (1949), actrice

### 1950–1959
- Boyd Gaines (1953), acteur

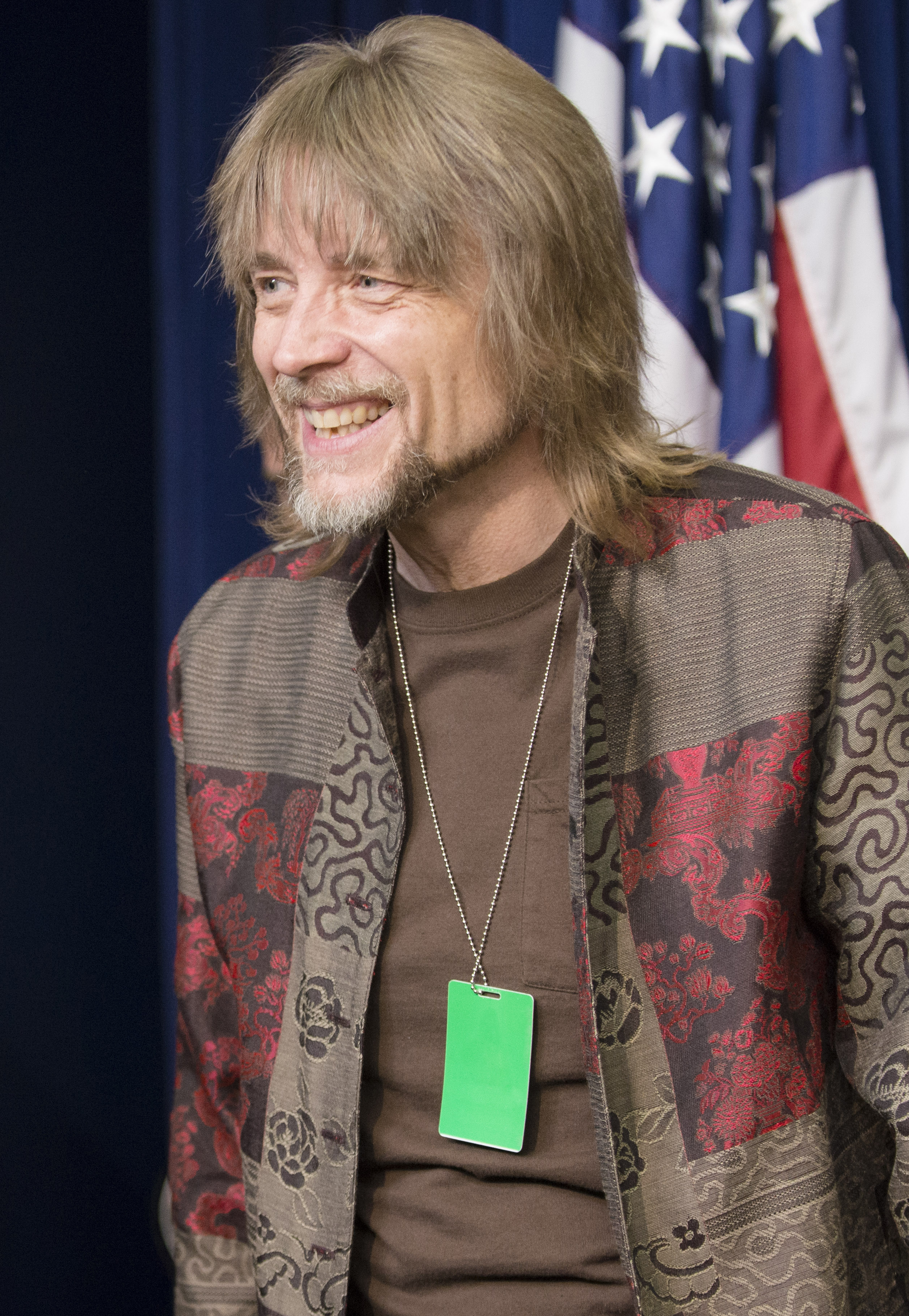
Poppenspeler Steve Whitmire (1959)

- Spike Lee (1957), acteur en regisseur
- Roger L. Jackson (1958), stemacteur
- Steve Whitmire (1959), poppenspeler van onder meer Kermit de Kikker

### 1960–1969

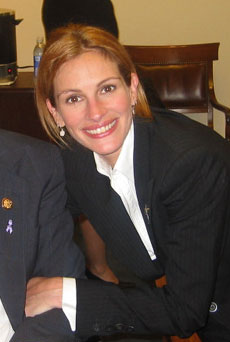
Actrice Julia Roberts (1967)

- Will Wright (1960), computerspellenontwerper (The Sims (en 2, 3 en 4) en Spore)
- Steven Soderbergh (1963), filmregisseur
- David Cross (1964), acteur, filmregisseur, filmproducent, scenarioschrijver en stand-up komiek
- Kristin Hersh (1966), singer-songwriter
- Scott Moninger (1966), wielrenner
- Julia Roberts (1967), actrice

### 1970–1979
- Lil Jon (1970), rapper

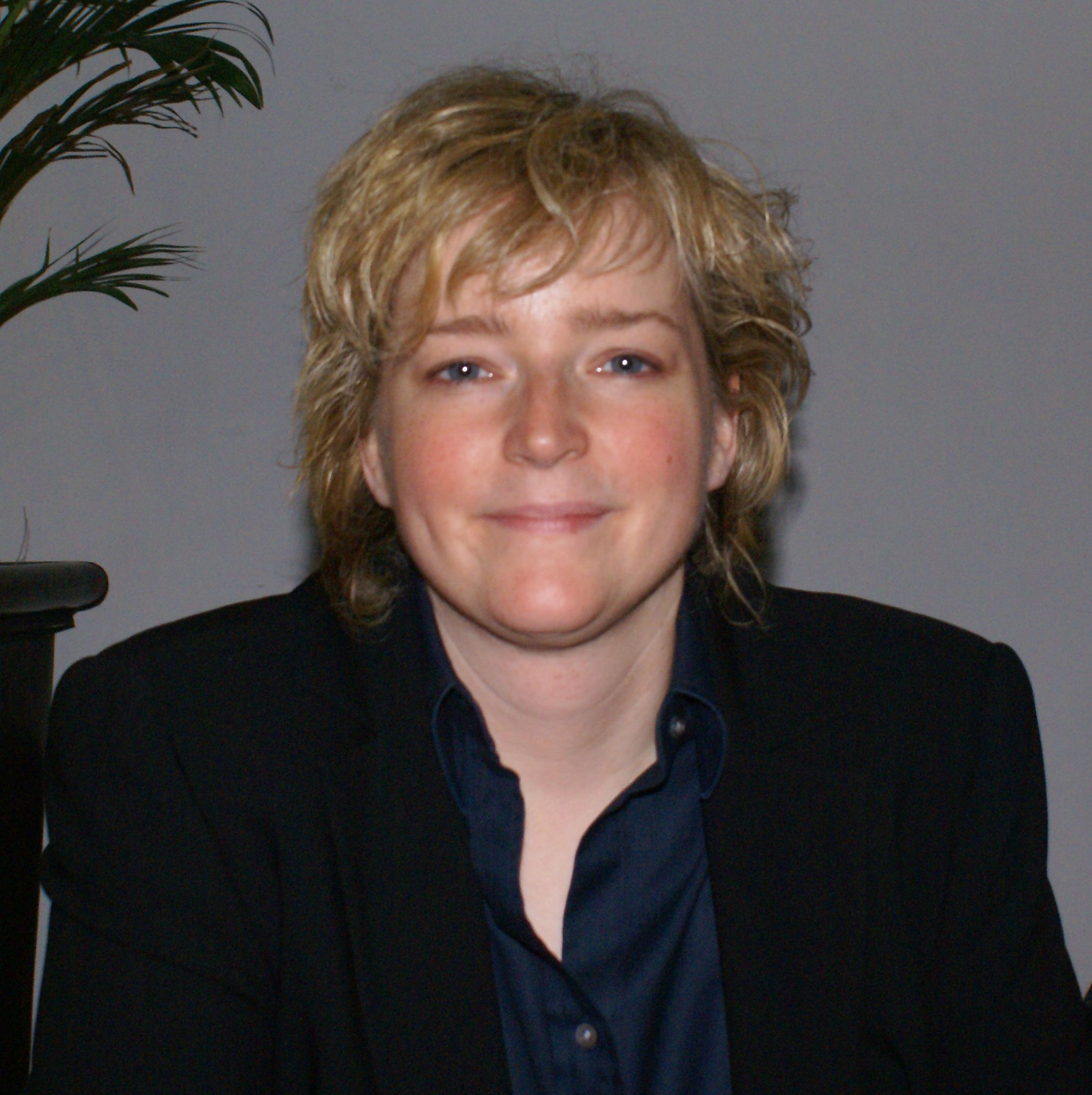
Karin Slaughter (1971)

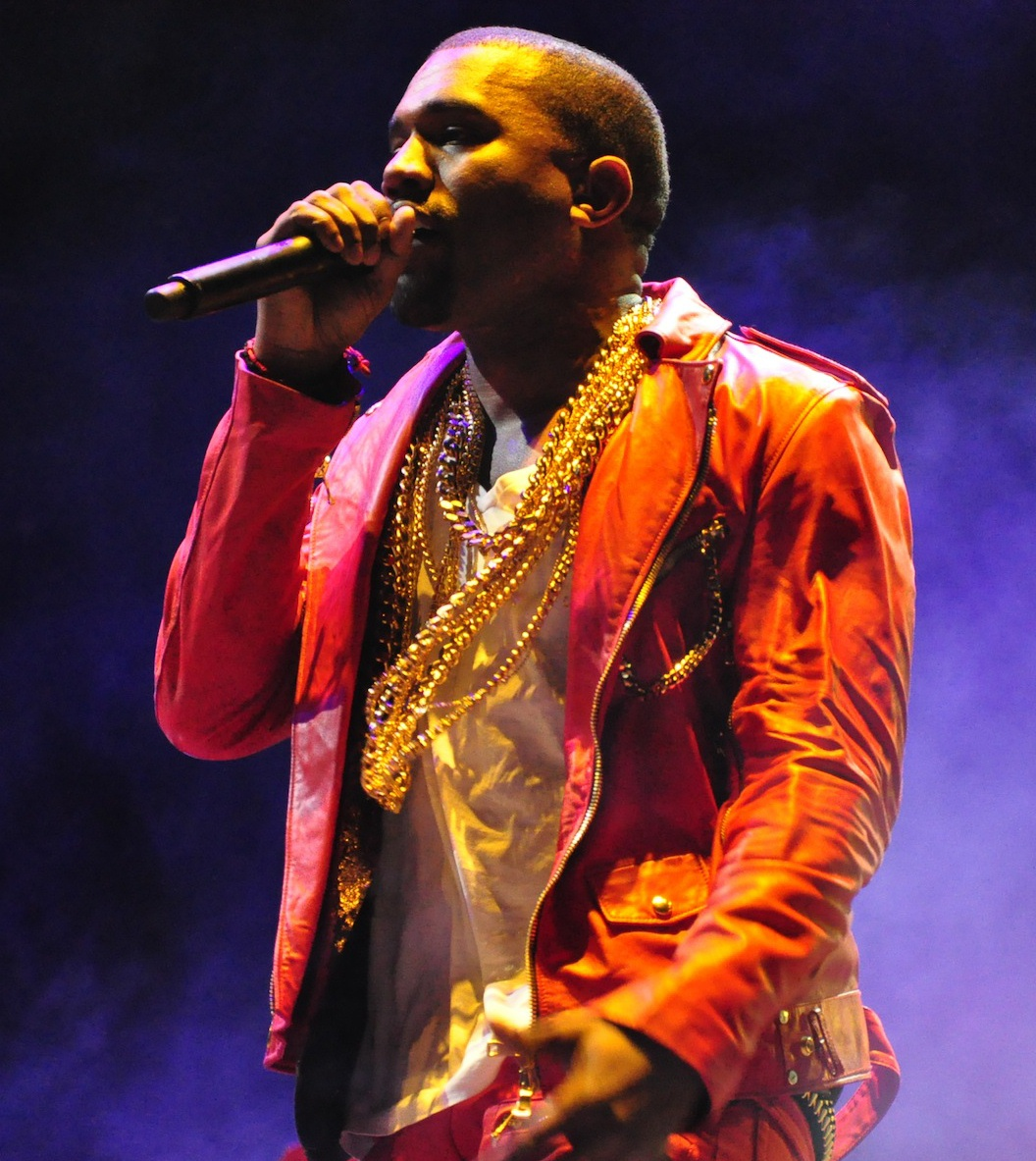
Rapper Kanye West (1977)

- Karin Slaughter (1971), thrillerschrijfster
- Chris Tucker (1971), acteur en komiek
- Brian Baumgartner (1972), acteur en filmproducent
- Cat Power (1972), singer-songwriter
- Stephen Dorff (1973), acteur
- Chad Morgan (1973), (stem)actrice
- Ed Helms (1974), acteur, komiek
- Clare Kramer (1974), actrice
- Adam Nelson (1975), kogelstoter
- Kip Pardue (1975), acteur en model
- Brittany Murphy (1977-2009), actrice
- Kanye West (1977), rapper en producer
- Wynn Everett (1978), actrice en auteur
- Kenan Thompson (1978), acteur, komiek
- Terrence Trammell (1978), hordeloper
- Julie Ditty (1979-2021), tennisster

### 1980–1989
- T.I. (1980), rapper
- Keri Hilson (1982), songwriter
- Yung Joc (1983), rapper
- Mike Moh (1983), acteur
- Chris Lowell (1984), acteur
- Lil Scrappy (1984), rapper
- Raven-Symoné (1985), actrice
- Jon Ossoff (1987), onderzoeksjournalist en Democratisch politicus
- Kristi Castlin (1988), atlete
- Blake Wagner (1988), voetballer
- Cam Newton (1989), Americanfootballspeler
- Leon Bridges (1989), singer-songwriter

### 1990–1999

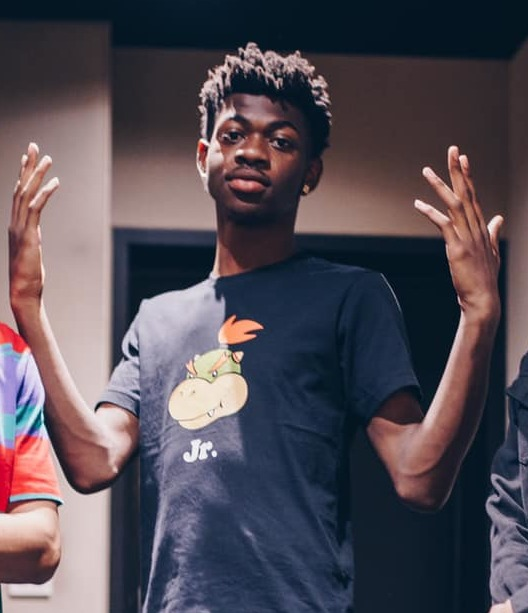
Rapper Lil Nas X (1999)

- James Allen McCune (1990), acteur
- Devon Werkheiser (1991), acteur
- Katie Pruitt (1994), singer-songwriter
- Bex Taylor-Klaus (1994), actrice
- Christian Coleman (1996), atleet
- Chloë Grace Moretz (1997), actrice
- Shannon Purser (1997), actrice
- Lil Nas X (1999), rapper, zanger en songwriter

### Vanaf 2000
- Blake Cooper (2001), acteur
- Anthony Edwards (2001), basketballer
- Isaac Okoro (2001), basketballer
- Tori DellaPeruta (2004), voetbalster
- Cori Gauff (2004), tennisster